# Emocionalno delo
Emocionalno delo je namerno upravljanje določenih emocij v povezavi z zahtevami delovnega mesta. Katera čustva naj bodo izražana po navadi implicitno ali eksplicitno določa delovna organizacija. Večinoma velja, da morajo delavci, ki delajo storitvene dejavnosti, izražati pozitivne emocije, kot so veselje in navdušenje ter zatirati negativne kot so jeza in žalost. Jedro upravljanja emocij, ki je potrebno za opravljanje emocionalnega dela je površinsko igranje in globinsko igranje (Grandey, 2000; Holman, Martinez-Inigo, & Totterdell, 2008b; Rubin Idr., 2005; v Hülsheger in Schewe, 2011). Pomemben teoretski del predstavlja tudi emocionalna disonanca (Hochschild, 1983; v Hülsheger, 2011) . Emocionalno delo je povezano z zadovoljstvom pri delu, delovno uspešnostjo ter izgorelostjo.

## Dimenzije emocionalnega dela

### Globinsko igranje
Globinsko igranje je oblika emocionalnega upravljanja, značilnost katere je predhodna nastavitev miselnosti in občutji, z namenom vplivanja na dojemanje in procesiranje emocij še preden te nastanejo oziroma izzovejo vedenjske, doživljajske ali fiziološke reakcije (Gross, 1998; v Hülsheger, 2011) . Ko nastopa globinsko igranje, skušajo posamezniki uskladiti emocije zahtevane s strani delovne organizacije z emocijami, ki jih v resnici občutijo. To lahko naredijo s spominom na prijetno situacijo, ali da na novo ovrednotijo situacijo tako, da občutijo želene emocije. Globinsko igranje torej pomeni dejansko občutenje emocije, ki je nato izražena.

### Površinsko igranje
Površinsko igranje je oblika emocionalnega upravljanja, ki se uporablja, ko je emocija že nastala. Tukaj ne gre za prilagajanje občutenja emocij, ampak za upravljanje izražanja določene emocije. To lahko posamezniki počnejo z zatiranjem, ojačevanjem ali pretvarjanjem. Posamezniki se pretvarjajo, da čutijo določeno emocijo, vendar v resnici čutijo nekaj drugega. Izražena emocija posledično ni v skladu z dejansko občuteno, kar zahteva določeno kognitivno delo (Gross, 1998; v Hülsheger, 2011) .

### Emocionalna disonanca
Pomemben koncept, ko govorimo o emocionalnem delu, je emocionalna disonanca. Večina avtorjev emocionalno disonanco opisuje kot neskladje med izraženo in občuteno emocijo, vendar v kontekstu organizacijskih pravil o izražanju zaželenih emocij. Bolj pogosto uporabljeno ime za ta koncept je disonanca pravil čustvovanja (ang. Emotion-rule dissonance). Od površinskega igranja se razlikuje po tem, da je površinsko igranje aktivni proces upravljanja z emocijami, med tem ko je emocionalna disonanca (disonanca pravil čustvovanja) stanje bivanja. (Hülsheger, 2011)
Emocionalna disonanca, ki nastane zaradi delavčevega emocionalnega dela običajno vodi do negativnih posledic kot so nezadovoljstvo z delom in emocionalno izčrpanostjo. (Pugh, Hennig-Thurau in Groth, 2011).

## Posledice emocionalnega dela
Emocionalno delo ima lahko tako pozitivne, kot negativne posledice v povezavi s površinskim in globinskim igranjem ter emocionalno disonanco. Povezano je z psihičnim blagostanjem in delovno uspešnostjo ter zadovoljstvom z delom.
Baumeister (1998) pravi, da načrtna samokontrola in samoregulativni procesi porabljajo naša mentalna sredstva, ki jih nimamo na razpolago v neomejenih količinah. Raziskave so pokazale, da je regulacija čustvovanja izčrpavajoča za naša mentalna sredstva, kar vodi do poslabšanja mentalnih in psihofizičnih sposobnosti (Richards in Gross, 1999; Richards in Gross, 2000; Zyphur, Warren, Landis, in Thoresen, 2007; v Hülsheger, 2011 ).
Eden od konstruktov, ki je povezan s psihičnim blagostanjem je človekov občutek avtentičnosti, za katerim naj bi stremeli celo življenje. Če je človeku preprečena možnost izražanja samega sebe, ima to nanj lahko negativen vpliv. Nizka stopnja avtentičnosti je bila povezana z depresivnimi občutji in stresom (Erickson in Wharton, 1997; Sheldon, Ryan, Rawsthorne in Ilardi, 1997; v Hülsheger, 2011).
Raziskave večinoma kažejo na to, da površinsko igranje negativno vpliva na vse aspekte dela in psihičnega blagostanja človeka. Med naštetimi posledicami so izčrpavanje mentalnih kapacitet, kar vodi v poslabšanje kognitivnih sposobnosti, ogrožanje avtentičnosti človeka in posledično povečanje depresivnosti in stresa. Slabši so tudi socialni odnosi, saj stranke znajo ločiti med avtentično izraženimi čustvi in neavtentičnimi, kar pomeni, da se med stranko in delavcem ne more vzpostaviti dober odnos. Iz tega sledi, da delavec ne dobi občutka zadovoljstva nad opravljenim delom. Poleg vsega pa se podaljšuje občutenje negativnih emocij, kar pa je za človeka lahko izčrpavajoče, saj mu je preprečeno izražanje čustev. 
Po drugi strani pa globoko igranje pomeni, da oseba dejansko čuti emocijo, ki jo izraža. To pomeni, da ne prihaja do diskrepanc med občuteno in izraženo emocijo in ne prihaja do izčrpavanja mentalnih kapacitet. Mentalne kapacitete se porabijo le na začetku, preden se čustvo pojavi. Z globokim igranjem lahko delavec vzpostavi pristen odnos s stranko, kar pomeni, da v zameno lahko dobi socialno odobritev s strani stranke, to pa je pozitivno povezano z občutkom izpolnjenosti, zadovoljstvom z delom in posledično s psihičnim blagostanjem.
Kammeyer-Mueller idr. (2013) .   omenijo afektivno dispozicijo kot pomemben indikator spoprijemanja delavca z zahtevami delovne organizacije po upravljanju emocij. Navajajo dve dimenziji in sicer pozitivno afektivnost, kjer so posamezniki bolj nagnjeni k občutenju pozitivnih emocij, kot so veselje, entuziazem, razburjenje, ter negativno afektivnost, za katero so bolj značilna čustva žalosti, tesnobe, razdražljivosti itd.